# Marianów (Łódź)
Marianów – osiedle w Łodzi położone w dzielnicy Bałuty.

## Historia
Marianów powstał w 1842 roku jako kolonia osadnicza przy wsi Kały, przeznaczona do kolonizacji zewnętrznej przez Niemców, co dawało gwarancję zagospodarowania nieużytków i podniesienia rentowności dóbr. W kolonii osiadło pięć rodzin niemieckich przybyłych najprawdopodobniej z Radogoszcza lub Brużycy Wielkiej. Źródła z 1860 roku wskazują na działanie w osadzie karczmy przy trakcie z Konstantynowa do Zgierza, której właściciel był poszukiwany przez magistrat łódzki pod zarzutem prowadzenia nielegalnego wyszynku.
Od 1867 w gminie Radogoszcz w powiecie łódzkim. W okresie międzywojennym należała do powiatu łódzkiego w woj. łódzkim. W 1921 roku liczba mieszkańców wynosiła 72. 1 września 1933 wszedł w skład nowo utworzonej gromady (sołectwa) Pabjanka w granicach gminy Radogoszcz, składającej się ze wsi Pabianka i Marianów. Podczas II wojny światowej włączona do III Rzeszy.
Po wojnie Marianów powrócił na krótko do powiatu łódzkiego woj. łódzkim, lecz już 13 lutego 1946 włączono go wraz z całą gminą Radogoszcz do Łodzi.